# 龍拳
『龍拳』（りゅうけん 原題：龍拳、英題：Dragon Fist）は、1979年に香港で公開された、ジャッキー・チェン主演のカンフー映画。

## 概要

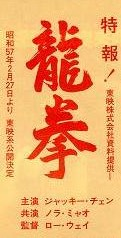
単色チラシ裏面

ジャッキー・チェンがロー・ウェイの個人プロダクション時代に製作した作品の1本で、武侠映画の要素も加えたシリアスな展開の主演作である。師匠のかたき討ちに燃えて、ようやくたどり着いた仇敵が、深い改心をもって善人になっていたことから始まる、新たな悲劇を描いた異色の物語。単純な勧善懲悪のストーリーではなく、かたき討ちを断念した主人公の葛藤に焦点が当てられている。
ジャッキー映画の定番である修行シーンはなく、題名である『龍拳』の特性もほとんど描かれていない。
本作品の撮影は『ドランクモンキー 酔拳』と同時に行われた。本作品と、その前に撮られた『拳精』は、香港で配給会社が見つからずに長いあいだお蔵入りとなっており、ジャッキーが『スネーキーモンキー 蛇拳』で成功したあと公開された。
75分版と90分版が存在し、日本で劇場公開されたものは90分版である。
本作は、ジャッキーに「第二のブルース・リー」となる事を指向したロー・ウェイの意向が全面に反映された作風であるが、ジャッキー自身は自伝の中で、本作については「ブルース・リー主演ならば大ヒットしたであろう」と述べており、自身のキャラクター性を巡ってローと激しく対立した時期でありながらも、本作の作品性自体には一定の評価を与えている。結局、ジャッキーは本作を最後にロー・ウェイ・プロダクションを離脱し、個人プロダクションでの『クレージーモンキー　笑拳』の製作や短期の米国進出を経て、ゴールデン・ハーベストへと移籍する「ジャッキー・ジャック事件」へと突き進んでいく事になる。

## ストーリー
「唐山道場」の主・ソウのもとに、ライバルである「百勝道場」のチュンが道場破りに乗り込んだ。チュンは秘技「三弾蹴り（※字幕ママ）」によってソウを殺し、道場の看板を破壊して去った。
数年後。弟子で義理の息子でもあるホーエンは、復讐のため「龍拳」をマスターし、ソウ夫人、ソウ夫妻の娘・ムーランとともに、チュンの道場をおとずれた。3人を歓待したチュンは過去の悪行をわび、新しく作っておいた「唐山道場」の看板と、片脚を失った自分の姿を見せた。実はソウを襲ったことを知ったチュンの妻が、夫の行動を恥じて自殺した（チュンの妻は昔、ソウと恋仲であり、チュンがソウを襲ったのは嫉妬に由来するものだった）ことをきっかけに、チュンは自らの片脚を切り落とし、道場の名を「百忍道場」と改め、内なる怒りを鎮めて忍耐することを説く武術を指導するようになったのだった。心情を察したソウ夫人とムーランはチュンを許したが、怒りのやり場を失ったホーエンは混乱する。
そんな中、ソウ夫人が心臓の痛みを訴える。診察した医者は「ウェイ一家に伝わる秘薬なら治せるだろう」とホーエンに教え、ウェイ邸に向かわせた。「ウェイ一家」は街を支配するならず者の一味であり、かつて彼らの麻薬取引の現場をたまたま目撃した百忍道場の門弟を、一味のひとり・マオが口封じに殺害して以来、ウェイ一家と百忍道場には深い因縁があった。ウェイ一家は百忍道場の乗っ取りをはかり、ホーエンを利用して、自らの手を汚さずに道場の関係者とホーエンを共倒れにさせるため、医者を巻き込み、ソウ夫人の茶に毒を盛ることでホーエンに接近したのだった。
ウェイは治療薬に見せかけ、同じ毒を日々ホーエンに渡しつづけたのち、「チュンは改心などしていない」と吹き込むことで、内心ではまだチュンを許し切れていないホーエンに対し、百忍道場への恨みを煽って、「お母上が治るまで、うちで働くといい」と告げ、ホーエンを雇い入れた。ホーエンはウェイ一家の用心棒として、悪事を働いているとする「百忍道場の門弟狩り」に帯同するが、実際には地上げの先棒を担がされ、さらにはチュンの息子を殺したという濡れ衣を着せられて、門弟たちの怒りがすべてホーエンに向くように仕向けられていた。そんな中、マオが百忍道場で死体となって見つかったという報告がウェイ邸にもたらされ、もっともらしく驚いてみせたウェイはホーエンに「道場をつぶせ。そうすれば秘薬の処方を教えてやる」と告げる。ここへ至り、ホーエンはウェイ一家の卑劣な罠をさとった。
百忍道場とウェイ一家の決闘の日が来た。ホーエンは相手へのとどめの一撃をあえて寸止めにすることで、ウェイに反抗した。そのうちに百忍道場が優勢となり、ウェイの手下たちは退散。取り残された幹部たちも次々と倒れた。ウェイは、百忍道場の高弟・ファンカンに向かって「出番だ」と叫んだ。ファンカンはウェイ一家にひそかに通じ、道場の乗っ取りに一枚噛んでおり、計画のすべてを明かし、チュンたちに襲いかかった。ホーエンは「もう言いなりにはならない」と叫び、チュンらとともにウェイ一家やファンカンと対決することを選んだが、ウェイはすでに先手を打ち、ソウ夫人とムーランを人質に取っていた。毒が致死量に達していたソウ夫人は「唐山道場の名誉を守りなさい」と言い残し絶命。怒りが爆発したホーエンは最後の戦いに挑んだ。

## 登場人物・キャスト
唐山道場
- タン・ホーエン（※原語版および一部ソフト字幕ではタン・ホオウァン）
純朴で善良な若者。師であり養父であるソウをチュンに殺されて復讐に燃え、師匠の秘技「龍拳」を独学で習得し、チュンの「百忍道場」に出向いたが、戦闘能力を失い改心したチュンと、病に倒れたソウ夫人を前にして葛藤し、ウェイ一家に利用される。
- ソウ・サンタイ（※一部吹替版ではハン）
唐山道場の道場主。「龍拳」の使い手で、武術大会で優勝し、武術界の名誉である「武林至尊」の賞牌を獲得する。道場で祝賀会を開いているところへ現れたチュンに殺害された。
- ソウ夫人
ソウの妻でホーエンの養母。ひそかにウェイ一家の道場乗っ取り計画に利用され、心臓の薬と偽られて少しずつ毒を盛られて死亡した。
- ムーラン（※原語版および一部ソフト字幕ではモゥンラン）
ソウの娘。ホーエンとは兄妹同然に育った。武術の心得はない。終盤でウェイ一家に捕えられるが、チュウピンらに助けられる。

百勝道場→百忍道場
- チュン（※原語版および一部ソフト字幕ではジョン）
百忍道場の道場主。かつては「三弾蹴り」の使い手で、傍若無人の猛威を奮った拳法家であったが、ソウを手にかけたことにより妻が自殺し、懺悔のために自ら片脚を断った。脚を失っても武術の心得は健在であり、弟子のナンシンに体を支えてもらい、松葉杖を失った脚の代わりとすることで、敵と互角に戦うことができる。
- チュウピン（※原語版および一部ソフト字幕ではチャウペェン）
チュンの娘。気丈だが心優しく、自らも武術の心得がある。シャオサンに襲われているところをホーエンに救われ、恋心を抱く。
- スイージ（※原語版および一部ソフト字幕ではシュヘイジ）
チュンの息子で、チュウピンの弟。道場乗っ取り計画に利用されてファンカンにおびき出され、殺害される。
- ファンカン（※原語版および一部ソフト字幕ではフォンゴン）
百忍道場の筆頭弟子。かつてチュンによる道場破りに立ち会い、顔を覚えていたホーエンとたびたび拳を交えた。師匠より「三弾蹴り」が伝授されないことに不満をつのらせ、ウェイ一家の道場乗っ取り計画に賛同し、ロウサンの指示通り、ソウ夫人に毒を盛ってホーエンをだますきっかけを作り、さらにスイージを殺害して、その罪をホーエンになすり付けた。ウェイ一家では「アサン」と呼ばれる。計画が暴露し、チュンたちに倒された。
- ナンシン（※原語版および一部ソフト字幕ではナンジェン）
百忍道場の二番弟子。ウェイの手下となって百忍道場の門弟狩りに駆り出されるようになったホーエンに立ち向かい、倒されかけるが、チュウピンがホーエンを制したため、九死に一生を得る。ウェイ一家のマオを捕え、弟弟子殺害を自供させる。

ウェイ一家
- ウェイ（※原語版および一部ソフト字幕ではアィ）
殺人・強盗・麻薬密売などを手掛けるギャング団の頭目。武術の心得があり、拳法家としても多くの弟子を抱える。百忍道場の乗っ取りを計画し、ホーエンを利用するが、すべての計画が明るみになり、ホーエンに倒された。
- ロウサン
ウェイ一家の参謀格。ホーエンがチュンにかたき討ちを挑むことを知り、それを利用して双方が共倒れするようにたくらみを練った。ホーエンに倒された。
- シャオサン（※一部吹替版ではシンウェイ）
ウェイ一家の若頭。独自の手下を率い、街で狼藉を働く。ファンカンとともにマオの殺害に加担。チュウピンたちに倒された。
- イーゴウ
ウェイの弟。白い鉢巻きを常に頭に巻いている。刃のついた拐（かい＝大型のトンファー）を操る。ホーエンに倒された。ホーエンとの戦闘シーンは、本作中最も長い。
- マオ（※原語版および一部ソフト字幕ではホイ）
百忍道場の門弟を殺害し、対立のきっかけを作った。のちに裏切りを知られることを恐れたファンカンに百忍道場で殺害された。
- 医者
ウェイ一家と通じ、「ソウ夫人の病の特効薬はウェイ一家しか持っていない」とホーエンに吹き込む。

| 役名                     | 俳優                   | フジテレビ版            | 日本ビデオ映像版 | ブロードウェイ版 |
| ------------------------ | ---------------------- | ----------------------- | ---------------- | ---------------- |
| タン・ホーエン           | ジャッキー・チェン     | 石丸博也                | 石丸博也         | 山野井仁         |
| ムーラン                 | ノラ・ミャオ           | 安藤ありさ              |                  |                  |
| ファンカン               | ジェームス・ティエン   | 野田圭一                | 仲村秀生         | 古田信幸         |
| チュウピン               | リン・インジュ         | 弥永和子 （寺門真希）   | 塚田恵美子       |                  |
| チュン                   | ヤム・サイクン         | 納谷悟朗 （佐々木梅治） | 北村弘一         | 石波義人         |
| ソウ（ハン）             | シュー・シャ           | 嶋俊介 （不明）         | 伊井篤史         |                  |
| ソウ夫人                 | オーヤン・シャーフェイ | 寺島信子 （不明）       | 小原乃梨子       |                  |
| ナンシン                 | イーグル・ハン         | 井上和彦                |                  | 堀川仁           |
| ウェイ                   | カオ・チャン           | 渡部猛 （宝亀克寿）     | 笹岡繁蔵         |                  |
| ロウサン                 | ワン・カンユー         | 仲木隆司 （不明）       | たてかべ和也     | 相沢まさき       |
| シャオサン（シンウェイ） | シュー・ユエン         | 中原茂                  |                  |                  |
| イーゴウ                 | シュー・ファ           | 目黒光祐                |                  |                  |
| マオ（ホイ）             | チェ・ジェホ           | 幹本雄之                |                  | 古田信幸         |
| 医者                     | リャン・シャオシュ     | 杉田俊也 （不明）       |                  | 相沢まさき       |

- 日本語版1 - 初放送1984年1月7日 フジテレビ 『ゴールデン洋画劇場』（約92分）
- 日本語版2 - 日本ビデオ映像版
- 日本語版3 - ブロードウェイ版 VHS・DVD

フジテレビ版は2024年5月13日にBS松竹東急で地上波放送時にカットされたシーンに追加収録を行った『吹替完全版』が放送。なお、故人および一部声優の担当部分は別の声優が担当。

## スタッフ
- 監督・製作：ロー・ウェイ（英語版）
- 製作総指揮：許麗華
- 脚本：王中平
- 撮影：チェン・ユンシュー
- 武術指導：ジャッキー・チェン
- 日本版オリジナル主題歌：小清水ミツル「Dragon Fist」／MFB「ドゥ・オア・ダイ」
作詞：Dwight Waldron[※ 1] 作曲：林哲司

## 音楽
劇中内で他作品から流用されている音楽一覧。※順不同
| 曲名                 | アーティスト    | サウンドトラック                                                     | 制作年 |
| -------------------- | --------------- | -------------------------------------------------------------------- | ------ |
| Overture             | Jerry Goldsmith | 砲艦サンパブロ/The Sand Pebbles (Original Motion Picture Soundtrack) | 1966   |
| Getting Acquainted   | Jerry Goldsmith | 砲艦サンパブロ/The Sand Pebbles (Original Motion Picture Soundtrack) | 1966   |
| The San Pablo        | Jerry Goldsmith | 砲艦サンパブロ/The Sand Pebbles (Original Motion Picture Soundtrack) | 1966   |
| Maily Appears        | Jerry Goldsmith | 砲艦サンパブロ/The Sand Pebbles (Original Motion Picture Soundtrack) | 1966   |
| Repel Boarders       | Jerry Goldsmith | 砲艦サンパブロ/The Sand Pebbles (Original Motion Picture Soundtrack) | 1966   |
| Maily's Abduction    | Jerry Goldsmith | 砲艦サンパブロ/The Sand Pebbles (Original Motion Picture Soundtrack) | 1966   |
| Almost Home - Part I | Jerry Goldsmith | 砲艦サンパブロ/The Sand Pebbles (Original Motion Picture Soundtrack) | 1966   |
| New Identity         | Jerry Goldsmith | 猿の惑星/Planet Of The Apes (Original Motion Picture Soundtrack)     | 1968   |
| Rescue Of Limbani    | Roy Budd        | ワイルド・ギース/The Wild Geese (Original Motion Picture Soundtrack) | 1978   |
| Compound             | Roy Budd        | ワイルド・ギース/The Wild Geese (Original Motion Picture Soundtrack) | 1978   |
| Airport              | Roy Budd        | ワイルド・ギース/The Wild Geese (Original Motion Picture Soundtrack) | 1978   |

## 製作

### 日本公開版
日本公開は1982年2月20日、同時上映は『忍者武芸帖 百地三太夫』（1980年公開作品の再上映）。オリジナル香港版のオープニングは、武芸大会におけるソウ師匠の試合をバックにタイトルが表示されるものだが、日本公開に際してクライマックスの格闘シーンをタイトルバックに流用、日本版オリジナルのオープニングテーマ「Dragon Fist」が使ったオリジナルのクレジットで構成。オリジナルテーマは上記のほか、ラストシーンに再び「Dragon Fist」が用いられ、挿入歌「ドゥ・オア・ダイ」およびオリジナルBGMが随所に使用された。
前述の1984年のテレビ初放映（『ゴールデン洋画劇場』）の際にも、おおむねこのバージョンで放送されている（一部BGMは劇場公開版と異なる）。
東映の権利が終了したあと、この「東映版」は長らく再公開されず、ソフト販売の際の映像はオリジナル版が元にされた。2012年に発売された国内版ブルーレイソフトで映像特典として東映版が収録され、初ソフト化となった。日本公開から32年を経た2014年12月発売の国内版ブルーレイソフトでは、日本公開版フィルムが全編テレシネ収録され、日本公開版の完全ソフト化となった。

## ロケ地
- 民俗村（韓国）
- 洪陵・裕陵（韓国）
- 行天宮（台湾）
- 中影文化城（台湾）
- 奉元寺（韓国）